# لوري ماكنيل
لوري ماكنيل (بالإنجليزية: Lori McNeil)‏ مواليد 18 ديسمبر 1963 في سان دييغو، هي لاعبة كرة مضرب أمريكية سابقة بدأت مسيرتها كمحترفة سنة 1983 وكانت تلعب باليد اليمنى، اعتزلت اللعب في 2002. كما أنها إحدى بطلات الجراند سلام. أعلى تصنيف لها في الفردي كان المركز الـ 9 في سنة 1988. أعلى تصنيف لها في الزوجي كان المركز الـ 4 في سنة 1987.

## بطولات حققتها
- فرنسا المفتوحة

## النهائيات

### زوجي السيدات: 1 (الألقاب 0, الوصافة 1)
| الحصيلة | السنة | البطولة           | الأرضية | الشريك       | المنافس                        | النتيجة  |
| ------- | ----- | ----------------- | ------- | ------------ | ------------------------------ | -------- |
| الوصافة | 1987  | أستراليا المفتوحة | عشبية   | زينا غاريسون | مارتينا نافراتيلوفا بام شرايفر | 6–1, 6–0 |

### الزوجي المختلط: 4 (الألقاب 1, الوصافة 3)
| الحصيلة | السنة | البطولة        | الأرضية | الشريك         | المنافس                              | النتيجة       |
| ------- | ----- | -------------- | ------- | -------------- | ------------------------------------ | ------------- |
| الوصافة | 1987  | فرنسا المفتوحة | ترابية  | شيرود ستيوارت  | بام شرايفر إميليو سانشيز             | 6–3, 7–6(7–4) |
| الفوز   | 1988  | فرنسا المفتوحة | ترابية  | خورخي لوزانو   | بريندا شولتس مكارثي ميشيل شابيرس     | 7–5, 6–2      |
| الوصافة | 1992  | فرنسا المفتوحة | ترابية  | بريان شيلتون   | أرانتشا سانتشيث فيكاريو مارك وودفورد | 6–2, 6–3      |
| الوصافة | 1994  | ويمبلدون       | عشبية   | تي جاي ميدلتون | هيلينا سيكوفا تود وودبريدج           | 3–6, 7–5, 6–3 |

## روابط خارجية
- لوري ماكنيل على موقع رابطة محترفات التنس (الإنجليزية)
- لوري ماكنيل على موقع الاتحاد الدولي لكرة المضرب (الإنجليزية)
- لوري ماكنيل على موقع كأس بيلي جين كينغ (الإنجليزية)
- لوري ماكنيل على موقع خلاصة التنس.كوم (الإنجليزية)
- لوري ماكنيل على موقع إي إس بي إن.كوم (الإنجليزية)